# Бариново (Новосибирская область)
Бариново — посёлок в Черепановском районе Новосибирской области. Входит в состав Майского сельсовета.

## География
Площадь посёлка — 20 гектаров.

## История
В 1976 г. Указом Президиума ВС РСФСР посёлок фермы №2 совхоза «Майский» переименован в Бариново.

## Население
| 2002 | 2007 | 2010 |
| ---- | ---- | ---- |
| 206  | ↗235 | ↘184 |

## Инфраструктура
В посёлке по данным на 2007 год функционирует 1 учреждение здравоохранения.